# Cypress (Kalifornien)
Cypress ist eine Stadt im Orange County im US-Bundesstaat Kalifornien, Vereinigte Staaten, mit 50.151 Einwohnern (Stand: 2020). Das Stadtgebiet hat eine Größe von 17,1 km². Cypress ist eine principal city der Los Angeles–Long Beach–Anaheim, CA Metropolitan Statistical Area, die Teil der Greater Los Angeles Area ist.

## Söhne und Töchter der Stadt
- John Stamos (* 1963), Schauspieler
- Tiger Woods (* 1975), Profigolfer
- Nikki Leigh (* 1988), Schauspielerin
- Sofie Dossi (* 2001), Turnerin, Influencer